# Ogródki Łobaczewskie
Ogródki Łobaczewskie – część miasta Terespol w Polsce, położonego w województwie lubelskim, w powiecie bialskim.
W latach 1975–1998 miejscowość należała administracyjnie do województwa bialskopodlaskiego.
Na terenie Ogródków Łobaczewskich znajduje się stacja kolejowa Terespol.